# Idaea olorata
Idaea olorata là một loài bướm đêm trong họ Geometridae.